# Banco del Mutuo Soccorso
Banco del Mutuo Soccorso é uma seminal banda italiana de rock progressivo. Com seu primeiro disco lançado em 1972, eles tiveram por toda a década de 1970 uma obra considerada de alto nível pelos fãs do gênero. Sua música foi influenciada por bandas inglesas de rock progressivo mais antigas, como Emerson, Lake & Palmer, King Crimson, Pink Floyd e Genesis. Banco del Mutuo Soccorso tem seu álbum Darwin! com a mais alta avaliação do sítio Gnosis, conhecida referência de rock progressivo na World Wide Web.
Banco del Mutuo Soccorso continua fazendo shows ao redor do mundo. A banda já publicou 25 álbuns, embora não tenha conteúdo inédito desde Il 13.
Em 2014 morre em um acidente de carro o vocalista Francesco di Giacomo.

## Integrantes atuais
- Francesco Di Giacomo - vocal
- Vittorio Nocenzi - teclado
- Rodolfo Maltese - guitarra
- Tiziano Ricci - baixo
- Filippo Marchegiani - guitarra
- Maurizio Masi - bateria
- Alessandro Papotto - clarinete

## Discografia
- 1972 : Banco del Mutuo Soccorso
- 1972 : Darwin
- 1973 : Io Sono Nato Libero
- 1975 : Banco (ou Banco IV)
- 1976 : Garofano Rosso
- 1976 : Come in un'Ultima Cena
- 1976 : As in a Last Supper
- 1978 : …Di Terra
- 1979 : Canto di Primavera
- 1979 : Capolinea
- 1980 : Urgentissimo
- 1981 : Buone Notizie
- 1983 : Banco
- 1985 : …E Via'
- 1989 : Donna Plautilla
- 1991 : Da Qui Messere Si Domina la Valle
- 1993 : La Storia
- 1993 : I Grandi Successi
- 1994 : Il 13
- 1996 : Le Origini
- 1996 : Antologia
- 1997 : Nudo
- 2003 : No Palco